# Panthère de Ceylan
Panthera pardus kotiya
Pour les articles homonymes, voir Léopard (animal) et Panthère.
Sous-espèce
Statut de conservation UICN

VUPopulation estimée à moins de 1000 individus matures (D1) : Vulnérable
Répartition géographique
La Panthère de Ceylan (Panthera pardus kotiya), aussi appelée Léopard du Sri Lanka est une sous-espèce du léopard dont l'aire de répartition se situe uniquement au Sri Lanka.

## Description
Elle est de taille moyenne et sa robe est orangée foncée avec des taches foncées et des rosettes serrées plus petites que chez les léopard indien. Sept femelles ont été mesurées au début du xxe siècle ; elles avaient en moyenne un poids de 29 kg, une longueur tête-corps de 1,04 m et de queue de 77,5 cm. La plus grande mesurait 1,14 m pour la tête et le corps avec une longueur de queue de 84 cm. Pour 11 mâles, on a trouvé en moyenne un poids de 56 kg, le maximum étant de 77 kg, une longueur tête-corps de 1,27 m (maximum 1,42 avec une queue de 86 cm de long (maximum 97 cm).

## Répartition et habitat
Le Léopard du Sri Lanka est le plus grand prédateur du pays. On connait peu de choses à son sujet dans le passé, mais des études en cours dans le cadre du « Projet Leopard » lancé par Anjali Watson, géré par la Wilderness and Wildlife Conservation Trust, indiquent qu'il est toujours réparti sur toute l'île à l'intérieur et à l'extérieur des zones protégées. On l'a observé dans une grande variété d'habitats, y compris la forêt de mousson à feuilles persistantes, la jungle aride, la forêt basse et haute des hauts plateaux, la forêt tropicale et les zones humides de forêts intermédiaires.
Une étude récente a montré que le parc national de Yala, au Sud de l'île, a l'une des plus fortes densités connues de léopards au monde, même si cet animal est considéré comme en voie de disparition. Le parc national de Wilpattu est également connu comme un bon endroit pour voir les léopards. Ils ont tendance à être plus facilement observables dans certaines parties du Sri Lanka que dans d'autres.
En 2007, la population totale était estimée entre 700 et 900 individus.

## Conservation
Cette sous-espèce fait l'objet d'un programme européen pour les espèces menacées (EEP) de l'Association européenne des zoos et aquariums (EAZA) coordonné par le CERZA, un parc zoologique français,.

## Culture
En raison de nombreuses recherches scientifiques, l'écologie et le statut de ce félin sont bien connus, à l'inverse d'autres espèces de félins sri-lankais, en manque d'études.